# Tohar Butbul
Tohar Butbul (24 de janeiro de 1994) é um judoca israelense.

## Carreira
A primeira medalha de Butbul em uma competição sênior veio no European Open Sofia em janeiro de 2016, quando ganhou o bronze após derrotar Sam Van't Westende dos Países Baixos. Ele esteve nos Jogos Olímpicos de Verão de 2020 em Tóquio, onde conquistou a medalha de bronze no confronto por equipes mistas como representante de Israel, conjunto de judocas que derrotou o time russo.